# Kanadische Badmintonmeisterschaft 1984
Die Kanadische Badmintonmeisterschaft 1984 fand vom 30. November bis zum 2. Dezember 1984 in Winnipeg statt.

## Sieger und Finalisten
| Disziplin    | Gold                               | Silber                       |
| ------------ | ---------------------------------- | ---------------------------- |
| Herreneinzel | Mike Butler                        | John Goss                    |
| Dameneinzel  | Linda Cloutier                     | Denyse Julien                |
| Herrendoppel | Bob MacDougall Ken Poole           | Mike deBelle Mike Bitten     |
| Damendoppel  | Johanne Falardeau Claire Backhouse | Linda Cloutier Denyse Julien |
| Mixed        | Mike Butler Claire Backhouse       | Bob MacDougall Denyse Julien |